# Poker After Dark
Poker After Dark ist ein Fernsehformat des US-amerikanischen Fernsehsenders NBC. In 4 Staffeln und insgesamt 240 Episoden wird die Variante No Limit Texas Hold’em im Format Sit and Go gespielt.
Das Startgeld beträgt 20.000 US-Dollar, sodass sechs Teilnehmer um ein Preisgeld von 120.000 US-Dollar spielen. Eine Ausnahme stellten die Episoden 43 bis 48 dar, bei denen unter dem Motto „Mega Match“ das Buy-in 50.000 US-Dollar betrug, womit es um ein Preisgeld von 300.000 US-Dollar ging.

## Sponsor
Sponsor der Show ist Full Tilt Poker, eine große Onlinespielbank. Außerdem besteht die Möglichkeit, sich auf Full Tilt Poker für einen Sitz am Tisch zu qualifizieren.

## Statistiken
Insgesamt wurde 40-mal Sit and Go gespielt. Drei Spieler – Phil Hellmuth, Clonie Gowen und Johnny Chan – konnten das Turnier dreimal gewinnen. Folgende Spieler haben mehr als einmal gewonnen:
| Spieler        | Siege | Auftritte | Andere Ergebnisse              |
| -------------- | ----- | --------- | ------------------------------ |
| Johnny Chan    | 3     | 5         | 2., 5.                         |
| Clonie Gowen   | 3     | 5         | 4., 2.                         |
| Phil Hellmuth  | 3     | 11        | 2., 2., 3., 4., 4., 5., 6., 3. |
| Howard Lederer | 2     | 4         | 2., 3.                         |
| Gabe Kaplan    | 2     | 4         | 3., 4.                         |
| Phil Ivey      | 2     | 4         | 3., 3.                         |

Mike Matusow konnte 2009 bei seiner 11. Teilnahme seinen ersten Sieg feiern.